# Johanna Graen
Johanna Graen (* 1990 in Bad Reichenhall) ist eine deutsche Schauspielerin.

## Leben
Johanna Graen wuchs in Worms auf.
Nach ihrem Bachelorstudium der Theater-, Film- und Medienwissenschaften von 2011 bis 2014 an der Universität Wien, absolvierte sie ihre Schauspielausbildung von 2016 bis 2019 am Europäischen Theaterinstitut Berlin. Danach wirkte sie in mehreren Theaterstücken als Bühnendarstellerin mit, unter anderem in Ein Sommernachtstraum. Von 2020 bis 2023 war sie als festes Ensemblemitglied am Theater Paderborn – Westfälische Kammerspiele engagiert. Sie wirkte auch in mehreren Werbespots mit, wie  für Sky Deutschland oder für Nutella. Als Schauspielerin vor der Kamera wirkte Graen in mehreren Kurzfilmen mit.
Seit Januar 2025 (Folge 4346) spielt Graen in der ARD-Telenovela Sturm der Liebe die Rolle der Fanny Schätzl.
Johanna Graen wohnt in Berlin.

## Filmografie
- 2020: Therese (Kinofilm)
- 2021: Distanz (Kinofilm)
- 2022: Rein, Raus, Reich (Kurzfilm)
- 2023: Theresa Wolff – Der schönste Tag
- seit 2025: Sturm der Liebe (Fernsehserie)